# 加恩德爾巴爾縣
加恩德爾巴爾縣是印度的一個縣，位於該國北部，由查谟和克什米尔負責管轄，面積258平方公里，2011年人口297,003，人口密度每平方公里1,151人。

## 外部連結
- List of places in Ganderbal（页面存档备份，存于）